# Sheila Willcox
Sheila Willcox, född 12 mars 1936, död 9 juni 2017, var en brittisk fälttävlansryttare. Hon vann den fyrstjärniga Badminton Horse Trials tre år i rad (1957–1959).

## Placeringar
- 1:a Europamästerskapen i fälttävlan 1957 i Köpenhamn, Danmark på High-and-Mighty[3]